# 阿部寬
阿部宽（日语：／ Abe Hiroshi，1964年6月22日—），日本男演员、模特兒，神奈川縣橫濱市神奈川區出身。原為模特兒，後轉型為演員並獲得日本電影學院獎、每日電影獎等多項最佳男主角獎的肯定。

## 經歷

### 出道
畢業於日本中央大學工程學部，因為在大學一年級時（1983年）參加集英社「第三回Non-no boy 」選拔並獲得優勝而開始了演藝之路。其後締造了「Men's non no」創刊以來，連續四十三次登上封面的紀錄。

### 戲劇演出
1987年在電影《窈窕淑女》中，以演員身分初次亮相，但因為受形象限制，往後作品主要以美男子角色為主。同時也難以找到身高可相匹配的女演員，初期的演員之路並不順遂。
90年代時期，參與多齣舞台劇演出，以1993年的《熱海殺人事件》為轉機，擺脫了帥哥花瓶的稱號，表演力開始得到認可。1995年起，演出多部時代劇。確保實力派地位的是2000年與仲間由紀惠共同演出的電視劇《圈套》，以劇中飾演自大又膽小的大學物理教授上田次郎的形象成功轉型。2001年，電視劇《HERO》的檢察官角色也搏得好評。
2006年，阿部寬接演《熟男不結婚》，劇中性格孤僻的主角再次引發話題，最終回甚至達22％的收視率，阿部寬以此劇獲第50回日劇學院賞最佳男主角獎。此劇亦被韓國翻拍成韓國版。
阿部寬亦是很早將演藝事業擴展至亞洲的日本演員之一，第一部擔綱主演的電影為1990年日本與香港合作的《阿修羅傳奇》，參與此片演出的還有葉蘊儀與李麗珍等演員；2000年參與梁朝偉和鄭伊健共演的電影作品《東京攻略》。此外，阿部寬在1997年曾客串台灣民視電視台的連續劇《菅芒花的春天》，飾演咖啡店老闆角色。
2012年，以電影《羅馬浴場》獲第36回日本電影金像獎最佳男主角獎，為目前日本一線的實力派演員。
2009年及2014年12月31日，受邀擔任第60回及第65回NHK紅白歌合戰評審。

## 個人生活

### 早期生涯
神奈川縣橫濱市神奈川區出生。為三兄弟中的老么。雖有著南歐人的長相，但父母都是日本人，並不是混血兒。横浜市立三ツ沢小學、横浜市立松本中學、神奈川縣立白山高校、畢業於中央大学理工學部電氣電子情報通信工學系。

### 負債
於人氣鼎盛的時期，投資公寓等房地產，後因遭遇日本經濟泡沫化，加上當時人氣下降，於1987年23歲時已欠下數億日圓的債務，此後花了20年以上的時間還債，自嘲於最落魄時期，約有三年曾靠打小鋼珠補貼生計，後於2007年電影《超時空泡泡機》記者會中宣布，花了20年終於還清了所有債務，其後維持勤儉持家的金錢觀，曾被媒體報導於2017年進行牙齒矯正治療時，向牙醫師殺價，要求確認健保給付範圍而成功降價。

### 婚姻
結婚前極少傳出緋聞的阿部寬，在2007年11月20日的記者會上宣布與年輕15歲的女白領订婚，並於2008年2月成婚，阿部寬幽默表示「抱歉，我這個《熟男不結婚》（結婚できない男）的熟男結婚了」，引起媒體莞爾。阿部宽的第一個女兒於2011年出生，次女也在2012年誕生。

### 人物
- 尊敬的演員是大瀧秀治（日语：大滝秀治）[7]，兩人終於在《最後的律師（日语：最後の弁護人）》共演。
- 身高189公分的阿部寬為家中三兄弟的老么，父親和哥哥們都不高，只有自己是例外[8]。

### 逸事
曾於2018年2月代言三菱重工空調產品，適逢台灣遭遇2018年花蓮地震，阿部寬於代言記者會會後表示：「311大地震跟熊本大地震都受到台灣朋友援助，我希望這次台灣也能盡早恢復溫暖家園。」，宣佈以個人名義捐款一千萬日圓，並於3月1日親訪臺北駐日經濟文化代表處實現捐款承諾。。

## 戲劇作品

### 電影
- 1987年：《窈窕淑女（日语：はいからさんが通る）》 / 東映出品 / 飾演 伊集院忍
- 1989年：《以柔克剛》 / 東寶出品 / 飾演 松田耕作
- 1990年：《阿修羅傳奇》 / 東寶東和 / 飾演 吉祥果
- 1994年
  - 《受詛咒的手槍》 / 飾演 土井士郎 ※主演 （三級片）
  - 《亂步謎案》 / 松竹 / 飾演 歌手
  - 《太陽武神》 /  飾演 黑暗神 / 八歧大蛇
  - 《惡覺圖鑑》 / 飾演 昇 ※主演 （三級片）
  - 《惡覺圖鑑2》 / 飾演 昇 ※主演 （三級片）
- 1995年：《聖堂教父》 / シネウェーブ / 飾演 浅見千秋 ※主演
- 1997年：《戰國斬魔傳》 / 松竹 / 飾演 疾風
- 1999年
  - 《必殺三味線屋勇次》/ 松竹 / 飾演 彌助
  - 《哥吉拉2000》 / 東寶 / 飾演 片桐光男
- 2000年
  - 《瘋狂艷唇》 / 飾演 成本
  - 《東京攻略》 / 嘉禾娛樂 / 飾演 伊藤組長
- 2001年
  - 《柏拉圖式性愛》 / 東寶 / 飾演 石川秀行
  - 《亡命野鴛鴦》 / 飾演 安藤
- 2002年：《圈套電影版》 / 東寶 / 飾演 上田次郎 ※主演
- 2004年
  - 《戀人狙擊手》/ 東映 / 飾演 神宮児正午
  - 《花與愛麗絲》 / 東寶 / 飾演 愛麗絲母親的情人
  - 《雨鱒之川》 / 飾演 高倉士郎
  - 《變態五星級（日语：SURVIVE_STYLE5%2B）》 / 东北新社出品 / 配信：東寶  / 飾演 催眠師青山
- 2005年
  - 《剪刀男》/ 東寶 / 飾演 堀之內靖治
  - 《鐵人28號》 / 東寶 / 飾演 金田正一郎
  - 《姑獲鳥之夏》 / 飾演 榎木津禮二郎
  - 《奇談（日语：奇談_(映画)）》 / 飾演 稗田禮二郎 ※主演
- 2006年
  - 《死魂曲》 / 東寶 / 飾演 土田圭
  - 《圈套電影版2》 / 東寶 / 飾演 上田次郎 ※主演
  - 《鐵線蕨的憂鬱（日语：アジアンタムブルー）》 / 角川映畫 / 飾演 山崎隆二 ※主演
  - 《戰爭彌撒曲（日语：バルトの楽園）》東映出品 / 飾演 伊東光康 ※主演
- 2007年
  - 《傳染歌》 / 松竹 / 飾演 ジェイク方丈
  - 《大帝之劍（日语：大帝の剣）》 / 東映出品 / 飾演 万源九郎 ※主演
  - 《HERO》 / 東寶 / 飾演芝山貢
  - 《自虐之詩（日语：自虐の詩）》 / 松竹出品 / 飾演 葉山イサオ ※主演
  - 《魍魎之匣》 / 飾演 榎木津禮二郎
  - 《超時空泡泡機》 / 東寶 / 飾演 下川路功 ※主演
- 2008年
  - 《白色榮光》 / 東寶 / 飾演 白鳥圭輔 ※主演
  - 《致命巧克力/女拳霸》 / 泰國電影 / 飾演 マサシ岸本
  - 《戰國英豪》 / 飾演 真壁六郎太
  - 《橫山家之味》 / 飾演 橫山良多 ※主演
  - 《青鳥（日语：青い鳥 (2008年の映画)）》 / 日活 / 飾演 村內先生 ※主演
- 2009年：《染血將軍的凱旋》/ 東寶 / 飾演 白鳥圭輔 ※主演
- 2010年
  - 《圈套電影版3》 / 東寶 / 飾演 上田次郎 ※主演
  - 《通往死刑台的電梯》 / 飾演 時籐隆彦※主演
- 2011年
  - 《我們無法改變世界》 / 飾演 老師
  - 《奇蹟》 / 飾演 坂上守
  - 《鬼壓床了沒》 / 飾演 速水悠
  - 《來自天國的喝采》 / 飾演 大城陽※主演
  - 《聯合艦隊司令長官 山本五十六》 / 飾演 山口多聞
- 2012年
  - 《記憶角落》/ 法加日合製 / 飾演 石田
  - 《麒麟之翼》-《新参者》系列 / 東寶 / 飾演 加賀恭一郎※主演
  - 《羅馬浴場》 / 東寶 / 飾演 路西斯※主演
  - 《烏鴉的拇指》 / 二十世紀福斯 / 飾演 武澤竹夫※主演
- 2013年：《艷之夜（日语：つやのよる ある愛に関わった、女たちの物語）》 / 東映 / 飾演 松生春二※主演
- 2014年
  - 《圈套電影版4》 / 東寶 / 飾演 上田次郎※主演
  - 《不可思議的海角物語》/ 東映 / 飾演 柏木浩司
  - 《羅馬浴場2》 / 東寶 / 飾演 路西斯※主演
  - 《柘榴坂的復仇》 / 松竹 / 飾演 佐橋十兵衛※主演
- 2016年
  - 《聖母峰 眾神的山嶺》 / 東寶 / 飾演 羽生丈二
  - 《比海更深》 / 飾演 筱田良多※主演 [14]
  - 《疾風迴旋曲》 / 飾演 栗林和幸※主演
- 2017年
  - 《戀妻家宮本》 / 東寶 / 飾演 宮本陽平※主演
  - 《海邊的李爾王》 / 飾演 だった行男
  - 《妖猫传》 / 飾演 晁衡(阿部仲麻吕)
- 2018年
  - 《當祈禱落幕時》 -《新参者》系列 / 東寶 / 飾演 加賀恭一郎※主演
  - 《北方的守櫻人》 / 東映 / 飾演 江蓮德次郎
  - 《除蚤武士》 / 飾演 小林寛之進※主演
- 2019年：《夕霧花園》 / 飾演 中村有朋 ※主演
- 2020年：《葛飾北齋》 / 飾演 蔦屋重三郎
- 2021年：《那些得不到保護的人》 / 飾演  笘篠誠一郎
- 2022年
  - 《鳶》(Tonbi) / 飾演 市川安男
  - 《調職令是警察樂隊！》/ 飾演 成瀨司※主演
- 2025年：《SHOWTIME 7》/ 飾演 折本眞之輔※主演

### 電視剧
- 1989年10月期：《辦公室症候群》/ TBS
- 1991年4月期：《熱血新入社員宣言》/ TBS
- 1991年8月期：《世界奇妙物語～第131話 眨眼》/ CX / 飾演 向井達郎 ※主演
  - 2015年4月期：《世界奇妙物語 25週年春季特別篇～人氣漫畫家競賽篇～》/ CX / 飾演 鬼頭謙(橡膠男) ※主演
- 1993年1月期：《阿部寬之愛情白皮書（日语：パパっ子ちゃん）》/ YTV
- 1995年1月期：《八代將軍吉宗》/ NHK大河劇
  - 2003年1月期：《武藏MUSASHI》/ NHK大河劇 / 飾演 袛園藤次
  - 2005年1月期：《義經》/ NHK大河劇 / 飾演 平知盛
  - 2009年1月期：《天地人》/ NHK大河劇 / 飾演上杉謙信
  - 2023年1月期：《怎麼辦家康》/ NHK大河劇 / 飾演 武田信玄

- 1995年4月期：《六月新娘》/ TBS
- 1996年7月期SP：《橋之雨》/ CX / 飾演 松井豊
- 1996 - 1997年：《天晴夜十郎（日语：天晴れ夜十郎）》/ NHK / 飾演 碑夜十郎 主演
- 1997年9月期：《菅芒花的春天》/ 民視 / 飾演 遠山先生
- 1997年10月期：《成田離婚》/ CX
- 1998年1月期：《新聞女郎》/ CX
- 1998年4月期：《愛不說抱歉》/ NTV
- 1998年7月期：《我的辣妹好友》/ CX
- 1998年10月期：《Change！》/ EX
- 1999年1月期：《上班女郎》/ CX
- 1999年4月期：《週末婚》/ TBS
- 1999年7月期：《戀愛結婚的法則》/ CX
- 1999年10月期：《Vの嵐（日语：Vの嵐）》/ CX
- 1999年1月期：《元祿繚亂》/ NHK大河劇
- 2000年1月期：《愛情夢幻》/ KTV / 飾演 本能寺俊彥
- 2000年1月期SP：《蒼天之夢》/ NHK / 飾演 桂小五郎
- 2000年4月期：《夜叉》/ EX / 飾演 黑崎
- 2000年7月期：《圈套》/ EX / 飾演 上田次郎 主演
  - 2002年1月期：《圈套2》/ EX / 飾演 上田次郎 主演
  - 2003年10月期：《圈套3》/ EX / 飾演 上田次郎 主演
  - 2005年10月期：《圈套特別篇1》/ EX / 飾演 上田次郎 主演
  - 2010年5月期：《圈套特別篇2》/ EX / 飾演 上田次郎主演
  - 2014年1月期：《圈套特別篇3》/ EX / 飾演 上田次郎主演
- 2000年10月期：《愛神亂配對》/ KTV / 飾演 神谷秋彥
- 2001年1月期：《HERO》/ CX / 飾演 芝山貢
  - 2006年7月期：《HERO》特別篇/ CX / 飾演 芝山貢
- 2001年4月期：《再見舊情人（日语：昔の男）》/ TBS /飾演 北峰迅人
- 2001年7月期：《奉子成婚》/ CX / 飾演 川口英太郎
- 2001年10月期：《西洋古董洋菓子店》/ CX / 飾演 小早川千影
- 2001年10月期：《五瓣之椿》/ NHK / 飾演 千之助
- 2002年4月期：《甜蜜婚禮俏佳人》/ CX / 飾演 小此木純
- 2002年7月期：《甜心小廚師》）/ TBS / 飾演 橘健作
- 2002年10月期：《真夜中的雨》/ TBS / 飾演 泉田俊介
- 2003年1月期：《最後的律師（日语：最後の弁護人）》/ NTV / 飾演 有働和明 主演
- 2003年4月期：《笑顏的法則》/ TBS / 飾演 櫻井禮次郎
- 2003年9月期：《毛骨悚然撞鬼經驗2003年特别篇3～半夜的徘徊者》/ CX
- 2004年1月期：《帥哥醫生》特別篇 / TBS / 飾演 庄司直樹
- 2004年4月期：《老公當家（日语：アットホーム・ダッド）》/ KTV / 飾演 山村和之 主演
- 2004年7月期：《全面通緝》/ TBS / 飾演 峰島隆司（警視廳刑事）
- 2004年12月期SP：《獅與虎與五個男人》/ CX / 飾演 宇治卓
- 2005年5月期SP：《空中鞦韆》/ CX / 飾演 伊良部一郎 ※主演
- 2005年7月期：《東大特訓班》/ TBS / 飾演 櫻木建二 主演
  - 2021年4月期：《東大特訓班第二季》/ TBS / 飾演 櫻木建二 主演
- 2005年8月期SP：《小小駕駛員最後的夢》/ NTV / 飾演 西田和宏 ※主演
- 2005年10月期：《女之一代記 第1夜》/ CX / 飾演 小杉慎吾
- 2006年7月期：《熟男不結婚》/ KTV / 飾演 桑野信介 主演
  - 2019年10月期：/ KTV / 飾演 桑野信介 主演
- 2006年11月期：《遙かなる約束～50年の時を越えた運命の愛～》/ 飾演 峰谷彌三郎
- 2007年9月期：《天國與地獄》/ EX / 飾演 戶倉碧
- 2008年5月期：《CHANGE》/ 飾演 韮澤勝利
- 2008年12月期SP：《日美開戰之東條英機》/ TBS / 飾演 石井秋穂
- 2009年4月期：《白之春》 / CX / 飾演 佐倉春男 主演
- 2009年 - 2011年10月期SP：《坂上之雲》21世紀特別大河劇 / NHK總合 / 飾演 秋山好古
- 2010年4月期：《新参者》 / TBS / 飾演 加賀恭一郎 主演
  - 2011年1月期SP：新参者 《紅手指》 / TBS / 飾演 加賀恭一郎 主演
  - 2014年1月期SP：新参者《沉睡的森林》 / TBS / 飾演 加賀恭一郎 主演
- 2011年10月期SP：《幸福的黄手绢》 / 日本電視台NTV / 飾演 島勇作 主演
- 2011年10月期SP：《了不起的偷拍 ～零缺點的門房～》（日语：ステキな隠し撮り）/ CX / 飾演 外交人員
- 2012年10月期：《Going My Home》 / KTV / 飾演 坪井良多 主演
- 2015年8月期SP：《第一列電車通行了》/ NHK / 飾演 松浦明孝
- 2015年10月期：《下町火箭》 / TBS / 飾演 佃航平 主演
  - 2018年10月期：《下町火箭第二季》 / TBS / 飾演 佃航平 主演
- 2016年10月期：《嗅覺搜查官（日语：スニファー ウクライナの私立探偵#日本版）》/ NHK / 飾演 華岡信一郎 主演
- 2022年1月期：《DCU》/ TBS / 飾演 新名正義 主演
- 2022年9月期：《因為我們忘記一切》/ Disney+ / 飾演 神祕作家“M” 主演（2023年10月於TX播出）
- 2023年7月期：《VIVANT》/ TBS / 飾演 野崎守
- 2025年4月期：《新聞主播》/ TBS / 飾演 進藤壯一 主演

### 動畫配音
- 真救世主傳說北斗神拳拉歐傳殉愛章 / 拳四郎
- 真救世主傳説北斗神拳拉歐傳激闘章 / 拳四郎
- 真救世主傳説北斗神拳尤里阿傳 / 拳四郎
- 真救世主傳説北斗神拳托基傳 / 拳四郎

### 代言
- 2017年：台灣可口可樂原萃™
- 2018年：台灣可口可樂原萃™《不做什麼部長》
- 2023年：台灣可口可樂原萃™《原萃十年，陪你放鬆時分》

## 獎項
1994年
- 第4回日本電影專業大獎（日语：日本映画プロフェッショナル大賞） 特別賞（凶銃ルガーP08、大阪極道戦争・しのいだれ）

2001年
- 第30回日劇學院賞 助演男優賞（奉子成婚）
- 第39回銀河賞 電視部門 個人賞（奉子成婚、西洋古董洋菓子店、五瓣之樁（日语：五瓣の椿））
- 第56回日本放送映画藝術大賞 放送部門 最優秀助演男優賞（HERO）

2002年
- 日本網路電影大獎 助演男優賞圈套（日语：トリック劇場版））

2003年
- 第42回日劇學院賞 助演男優賞（逃亡者 RUNAWAY）

2005年
- 第46回日劇學院賞 主演男優賞（龍櫻）

2006年
- 第50回日劇學院賞 主演男優賞（熟男不結婚）

2008年
- 第63回毎日電影獎 男優主演賞（青鳥（日语：青い鳥 (2008年の映画)）、橫山家之味）
- 第63回日本放送映画藝術大賞 映画部門 優秀主演男優賞（橫山家之味）

2009年
- 第61回日劇學院賞 主演男優賞（白之春）

2012年
- 第20回橋田賞（坂上之雲等）
- 第34回橫濱電影節 主演男優賞（羅馬浴場）
- 第55回藍絲帶獎 主演男優賞（麒麟之翼、羅馬浴場、烏鴉的拇指）
- 第36回日本電影金像獎 最優秀主演男優賞（羅馬浴場）

2015年
- 第87回日劇學院賞 主演男優賞（下町火箭）

2016年
- 東京國際戲劇節2016 主演男優賞（下町火箭）

2021年
- 第108回日劇學院賞 主演男優賞（龍櫻2）

2023年
- 第16屆亞洲電影大獎 卓越亞洲電影人大獎、AFA x STI Best Dressed Award紅地毯最佳着裝大獎

## 書籍
- 1998年：自傳《阿部的悲劇》。（集英社）ISBN 4083330058 [15]
- 2002年：自傳《阿部的喜劇》。（集英社）ISBN 4086500167
- どんと来い!超常現象。（上田次郎著・学習研究社）ISBN 4054017622
- なぜベストを尽くさないのか。（上田次郎著・学習研究社）ISBN 4054025285
- キネマ旬報 2007年5月上旬号／阿部寛特集。（キネマ旬報社）

## 另見
- 阿部寬的官方網站